# Федоров Юрій Володимирович
Федоров Юрій Володимирович (2 серпня 1957, с. Шахта 3-біс, Свердловський район, Ворошиловоградська область) — доктор медичних наук.
Професор Львівського національного медичного університету імені Данила Галицького, проректор з наукової роботи, завідувач кафедри внутрішніх хвороб № 1 ТзОВ «Львівський медичний інститут». Заслужений працівник освіти України, практикуючий лікар-кардіолог вищої категорії, лікар-імунолог вищої ккатегорії

## Біографія
- 2 серпня 1957 р. народився в с. Шахта 3-біс Свердловського району Ворошиловоградської області у сім'ї Анфіси Сілевич (вчителька української мови та літератури) та Володимира Федорова (головний енергетик шахти)
- У 1964—1974 навчався у середній школі № 5 м.Червонограда Львівської області
- У 1980 р. закінчив лікувальний факультет Львівського державного медичного інституту.
- У 1981—1983 рр. — анестезіолог-реаніматолог каріохірургічного центру Львівської обласної клінічної лікарні.
- У 1983—1992 рр. — кардіохірург кардіохірургічного центру Львівської обласної клінічної лікарні,
- У 1989 р. захистив кандидатську дисертацію на тему «Комплексна оцінка електрокардіостимуляції в динаміці з метою прогнозування виживання та реабілітації хворих з повною атріовентрикулярною блокадою», здобув науковий ступінь кандидата медичних наук.
- У 1992—2000рр — асистент кафедри терапії № 2 (кардіології) ЛНМУ ім. Данила Галицького на клінічній базі інфарктного відділення Львівської лікарні швидкої медичної допомоги
- У 1999—2006рр — доцент кафедри клінічної імунології та алергології ЛНМУ ім. Данила Галицького
- У 2004 р.захистив докторську дисертацію на тему «Кальцинуюча хвороба клапанів серця: механізми розвитку, морфо-функціональний стан серця, клінічний перебіг, діагностика та підходи до медикаментозного лікування», здобув науковий ступінь доктора медичних наук.
- У 2006 р. — професор кафедри факультетської терапії ЛНМУ ім. Данила Галицького
- З 2005 р.- завідувач кафедри внутрішніх хвороб № 1 ТзОВ «Львівський медичний інститут»
- З 2008 р. — професор кафедри клінічної імунології та алергології ЛНМУ ім. Данила Галицького, член спеціалізованої ради Львівського медичного університету по захисту кандидатських та докторських дисертацій за спеціальностями «Кардіологія» та «Внутрішні хвороби», куратор клініки внутрішніх хвороб та кардіології Військово-медичного клінічного центра Західного регіону,
- З 2009 р.- проректор з наукової роботи ТзОВ «Львівський медичний інститут», завідувач кафедри внутрішньої медицини № 1
- З 2013 р.- професор кафедри терапії № 1 факультету післядипломної освіти ЛНМУ ім. Данила Галицького

## Наукова діяльність
Автор більше 150 наукових публікацій, включаючи монографії, рацпропозиції, патенти на винахід. Наукові інтереси присвячені захворюванням серцево-судинної системи, імунокардіології, психонейроімунології.

### Основні наукові праці
- Нариси з медичної теології. —  2022.— 67 с.https://medinstytut.lviv.ua/wp-content/
- Expediency —  2022.— 26 с.https://medinstytut.lviv.ua/wp-content/uploads/EXPEDIENCY-of-eternal.pdf
- Доцільність.  —  2022.— 26 с.https://medinstytut.lviv.ua/expediency/
- Антигравітація — Львів:  ЛНМУ — 2014. — 80 с.
- Доцільність телеос-терапії. — Львів: ЛНМУ. — 2012.— 191 с.
- Склеродегенеративна кальцинуючи хвороба клапанів серця. — Львів:  ЛНМУ — 2012. — 180 с.
- Антигравітація — Львів:  ЛНМУ — 2014. — 80 с.
- Хелпери. — Львів: ЛНМУ. — 2012. — 61с.
- Доцільність телеос-терапії. — Київ: Доктор-Медіа. — 2008. — 144 с.
- Доцільність телеос-терапії. — Львів: ЛНМУ. — 2012.— 191 с.
- Кальцинуюча хвороба клапанів серця: механізми розвитку, морфо-функціональний стан серця, клінічний перебіг, діагностика та підходи до медикаментозного лікування./ Монографія. Львів: ВМС. — 2004 — 80с.
- Склеродегенеративна кальцинуюча хвороба клапанів серця./ Монографія. Львів: Видавництво ЛНМУ. — 2013.- 243с.
- Перспективи розвитку імунокардіології // Серце і судини — 2003.- № 2.- С.23-
- Молекулярно-генетичні та серологічні дослідження можливої патогенетичної ролі Chlamydia pneumoniae і Cytomegalovirus при кальцинуючій хворобі клапанів серця.// Серце і судини № 3.- 2005.- С.70-75.
- Ідіопатичні захворювання та пошкодження провідної системи серця:: що нового?// . Серце і судини .- 2007 — № 2.- С.36-44.
- Approaches to medicamental treatment of calcific valvular heart disease. //Тези Європейського конгреса кардіологів. Стокгольм// J. Card.-2005-Vol.23,№ 5.-P.37
- Risk factors of development of calcific valvular heart disease and pathologic sclerosing of heart valves Тези Європейського конгреса кардіологів. Стокгольм // J. Card.-2005-Vol.23,№ 5.-P.38.
- Drug allergy manifestation may be influenced by the activity of underlying herpes virus infections // Тези Європейського конгреса з алергології та клінічної імунології. Женева. J.Allerg Clin Immunol.-2012-Posters 726.-P.137
- Соулбіоцентризм і медична практика//Актуальні проблеми медицини, фармації та біології..- 2019.- № 2 .- С.11-16.
- Expediency teleostherapy // Львів: Апріорі.- 2019.- 26с.
- Plasma immunotherapy in practical medicine// Lviv. - 2020.- 31с.
- Essays on sensotherapy // Lviv. - 2020.- 83 с. (http://life.integra-media.com/pro-avtora.html

Член спеціалізованої вченої ради ЛНМУ ім. Данила Галицького із захисту кандидатських та докторських дисертацій з кардіології та внутрішніх хвороб.
Член редколегії журналів «Актуальні проблеми медицини, фармації та біології», «Вісник вищої медичної освіти», «Львівський клінічний вісник», збірника наукових праць" Феномен людини, здоровий спосіб життя".
Автор книг «Доцільність», «Хелпери», «Антигравітація», які в науково-філософському плані узагальнюють основні досягнення, визначають нові пріоритети науки і медицини, зокрема імунокардіології та психонейроімунології, розширюють межі наукового пошуку.

## Нагороди
Заслужений працівник освіти України